# ديك باتلر (لاعب هوكي الجليد)
ديك باتلر هو لاعب هوكي الجليد كندي، ولد في 2 يونيو 1926 في Delisle, Saskatchewan ‏ في كندا، وتوفي في 20 يونيو 2000.

## وصلات خارجية
- ديك باتلر على موقع دوري الهوكي الوطني (الإنجليزية)
- ديك باتلر على موقع قاعة مشاهير الهوكي (لاعب أن.إتش.أل) (الإنجليزية)
- ديك باتلر على موقع EliteProspects.com (الإنجليزية)
- ديك باتلر على موقع HockeyDB.com (الإنجليزية)
- ديك باتلر على موقع Hockey-Reference.com (الإنجليزية)